# Битом-Оджанський (гміна)
Гміна Битом-Оджанський (пол. Gmina Bytom Odrzański) — місько-сільська гміна у північно-західній Польщі. Належить до Новосольського повіту Любуського воєводства.
Станом на 31 грудня 2011 у гміні проживало 5511 осіб.

## Площа
Згідно з даними за 2007 рік площа гміни становила 52.41 км², у тому числі:
- орні землі: 56.00%
- ліси: 32.00%

Таким чином, площа гміни становить 6.80% площі повіту.

## Населення
Станом на 31 грудня 2011:
| Опис     | Загалом | Загалом | Чоловіки | Чоловіки | Жінки | Жінки |
| -------- | ------- | ------- | -------- | -------- | ----- | ----- |
| одиниця  | осіб    | %       | осіб     | %        | осіб  | %     |
| все      | 5511    | 100     | 2743     | 49.77    | 2768  | 50.23 |
| міське   | 4444    | 100     | 2203     | 49.57    | 2241  | 50.43 |
| сільське | 1067    | 100     | 540      | 50.61    | 527   | 49.39 |

## Сусідні гміни
Гміна Битом-Оджанський межує з такими гмінами: Жуковіце, Неґославіце, Нова Суль, Нове Мястечко, Седлісько.